# 以父之名 (歌曲)
《以父之名》是一首由周杰伦演唱、作曲，黄俊郎作词，洪敬尧编曲的一首古典风现代流行音乐，收录于《叶惠美》中。
2003年7月16日，《以父之名》在全亞洲50家電台首播，預估全球有8億人同時收聽，為此，每年7月16日被定為國際周杰倫日，以此表彰周杰倫之音樂成就。
这是周杰伦为他的父亲周耀中创作的一首歌曲，因为周耀中很内向，平时父子之间都没什么话题可聊。2004年3月28日《以父之名》獲第4届百事音乐风云榜年度港台及海外华人最佳编曲奖。